# 中山佐之助

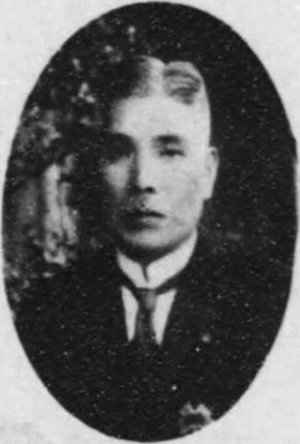
中山佐之助

中山 佐之助（なかやま さのすけ、1876年（明治9年）2月29日 - 1940年（昭和15年）12月10日）は、日本の内務・警察官僚。官選県知事。

## 経歴
香川県出身。中山小平次の二男として生まれる。第四高等学校を卒業。1903年11月、文官高等試験行政科試験に合格。1904年、東京帝国大学法科大学法律学科（英法）を卒業。台湾総督府に入り同府警部となる。
以後、台湾総督府警視兼同参事官を経て内務省に転じ、茨城県警察部長、熊本県内務部長などを歴任。
1921年5月、熊本県知事に昇格。1922年10月、関東庁警務局長に転任。1927年5月、茨城県知事に就任。同年7月、石川県知事に転任。1929年7月、休職となる。1931年12月、福岡県知事に就任。1932年6月28日、知事を休職となる。同年に退官した。